# Vatnajökull Nemzeti Park

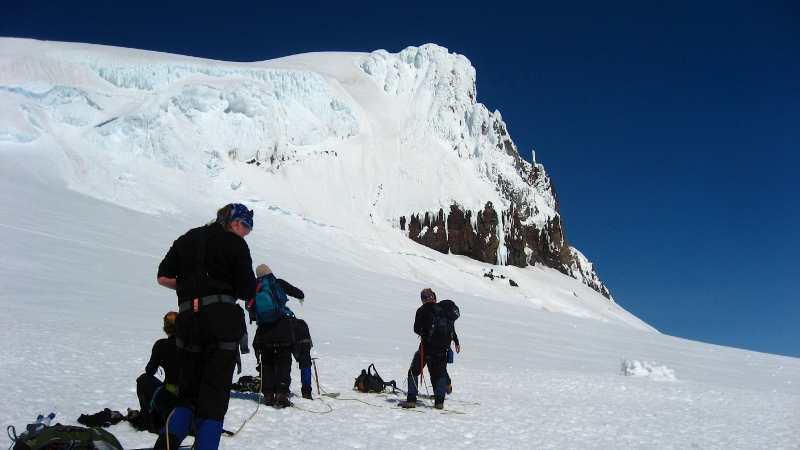
Túrázók útban az Öræfajökull legmagasabb csúcsa, a Hvannadalshnjúkur felé

A Vatnajökull Nemzeti Park egyike Izland három nemzeti parkjának. Magába foglalja a teljes Vatnajökull gleccsert és a környező területeket, köztük a korábbi Skaftafell és Jökulsárgljúfur nemzeti parkokat is. A park elsődleges érdekessége a sokrétű táj, amelyet a folyók, a gleccser, a vulkanikus aktivitás és a geotermális hatások alakítottak ki.

## Története

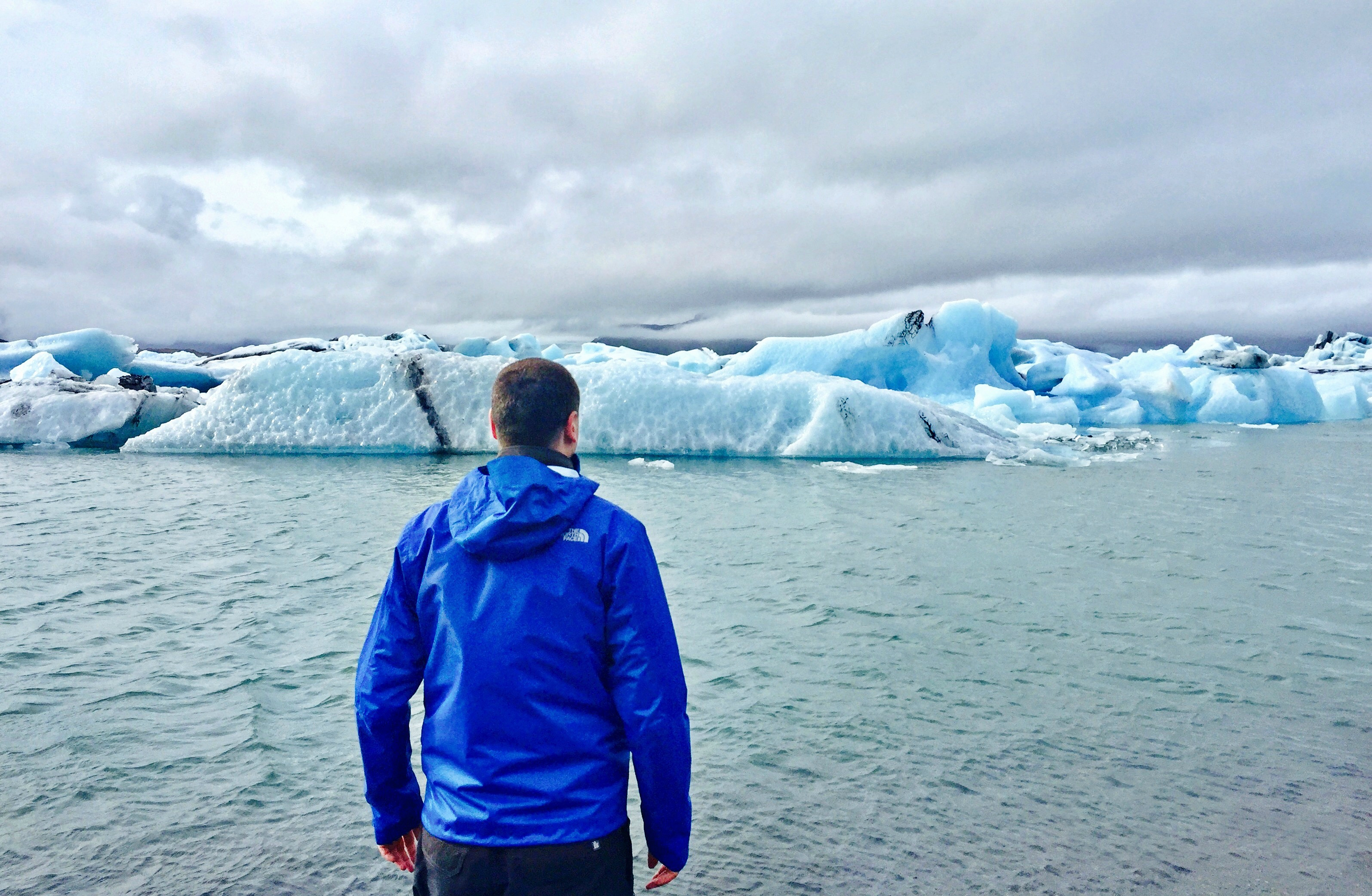
A Jökulsárlón gleccserlagúna a Vatnajökull Nemzeti Parkban

A Vatnajökull Nemzeti Parkot 2008. június 7-én hozták létre. A park területe eredetileg 12 000 km² volt, de később kibővült és jelenleg  13 920 km²-en terül el, ami az ország területének mintegy 14%-a. A park ezzel Európa második legnagyobb nemzeti parkja az oroszországi Jugid Va Nemzeti Park után.
2019-ben a világörökség részévé nyilvánították.

## Éghajlat

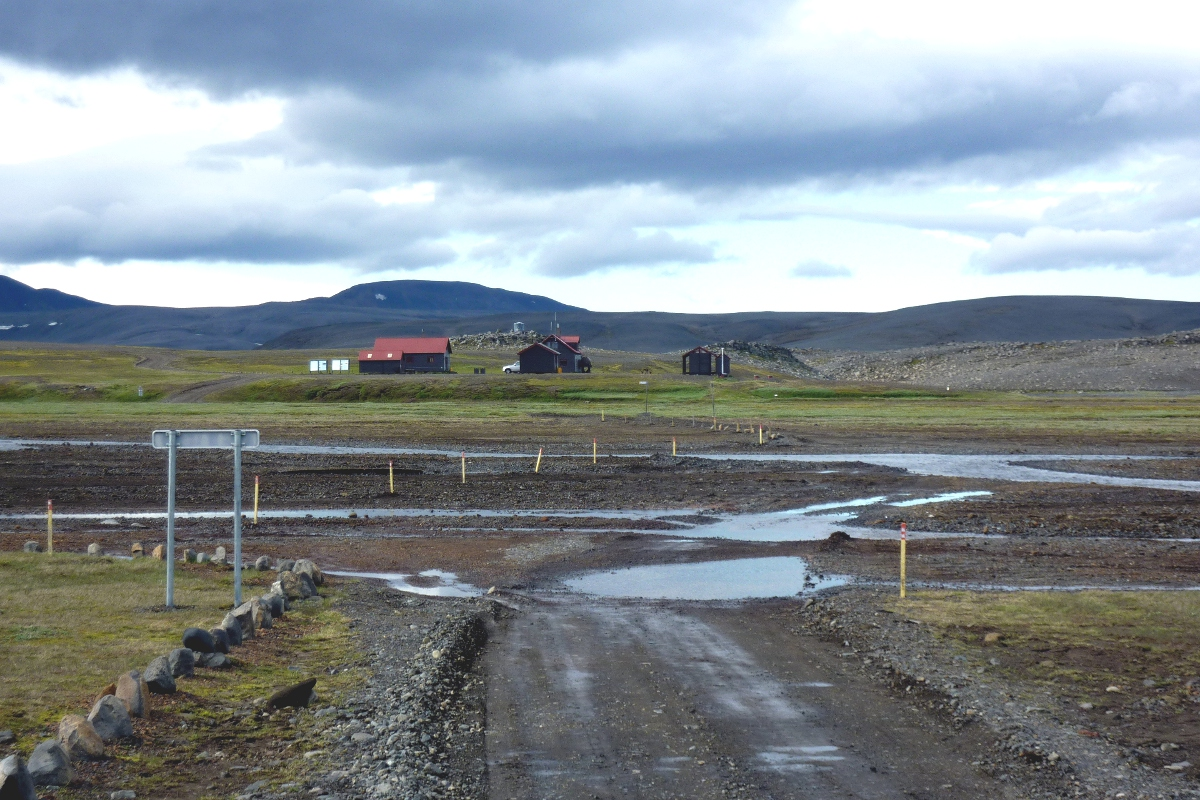
Nýidalur a sziget középső részén található, az F26 hegyi út mentén. Itt az év bármelyik szakában számítani kell havazásra.

A hatalmas területű és változatos tengerszint feletti magasságú park különböző részein jelentősen különbözhet az időjárás. A Vatnajökull gleccsertől délre fekvő zóna csapadékos (évi 1000–3000 mm). Nyáron a hőmérséklet 10°C és 20°C között ingadozik, a telek pedig enyhék: ritka a -10°C alatti hideg, és gyakran fagypont fölötti a hőmérséklet.
A hegyekben és a gleccser területén az évi csapadékmennyiség még magasabb: évi 1000–3000 mm esik, főként hó formájában. Az Öræfajökullon egy-egy csapadékosabb tél végén a hótakaró vastagsága 10–15 méteres. A hó egy része elolvad, a többi pedig gleccserjéggé alakul.
A gleccser déli részén a téli hőmérséklet szinte mindig a fagypont alatt van, és előfordul a -20°C sőt -30°C-os hőmérséklet is. Gyakori a szeles, viharos idő.
A parknak a gleccsertől északra eső területe csapadékban szegényebb. A jégmezőtől északkeletre fekvő területen mindössze évi 350–450 mm csapadék esik; ez Izland legszárazabb része. Az északi tengerparthoz közelebb eső részek csapadékosabbak. A telek hidegek ebben a zónában.
A változatos domborzatú területen a hőmérsékletet és a csapadékmennyiséget erősen befolyásolja a szélirány, illetve a főnhatás: a hegyek a szél által hozott nedves tengeri levegőt felemelkedésre kényszerítik. Az így lehűlő légtömeg a hegy szél felőli kiadja a nedvességtartalmát, majd a gerinc túloldalán lebukva felmelegszik amitől a relatív páratartalma tovább csökken. Emiatt a szél felőli oldal időjárása csapadékos, míg a másik oldal száraz marad.

## Fordítás
Ez a szócikk részben vagy egészben  a   Vatnajökull National Park című angol Wikipédia-szócikk ezen változatának fordításán alapul.  Az eredeti cikk szerkesztőit annak laptörténete sorolja fel. Ez a jelzés csupán a megfogalmazás eredetét és a szerzői jogokat jelzi, nem szolgál a cikkben szereplő információk forrásmegjelöléseként.